# Ethan Peck
Ethan Peck, all'anagrafe Ethan Gregory Peck (Los Angeles, 2 marzo 1986), è un attore statunitense, nipote di Gregory Peck, celebre per aver interpretato Spock nelle serie televisive Star Trek: Discovery e Star Trek: Strange New Worlds.

## Biografia
Ha frequentato scuole private a North Hollywood, dove ha imparato a suonare il violoncello, per poi studiare alla Tisch School of the Arts dell'Università di New York.
Ottiene il suo primo ruolo di rilievo nel 1999 con una parte nel film Due gemelle a Parigi con Mary-Kate Olsen e Ashley Olsen. Nel 2009 ha interpretato Patrick Verona nella serie televisiva della ABC Family 10 cose che odio di te, la quale è stata cancellata dopo una sola stagione. 
Recita nel 2010 una piccola parte in L'apprendista stregone, un film di Jon Turteltaub, invece nel 2011 ha ricoperto un ruolo in In Time recitando insieme a Justin Timberlake. 
Nel 2019 entra a far parte del franchise di fantascienza impersonando l'iconico Vulcaniano Spock nella serie televisiva Star Trek: Discovery, ruolo che riprenderà in seguito nella serie antologica Star Trek: Short Treks e nella successiva serie Star Trek: Strange New Worlds, destinata a raccontare le prime due missioni quinquennali dell'Enterprise, capitanata da Christopher Pike (Anson Mount).

## Filmografia

### Attore

#### Cinema
- Due gemelle a Parigi (Passport to Paris), regia di Alan Metter (1999)
- Pumpkin Hill, regia di Jennifer Peterson - cortometraggio (1999)
- Em & Me, regia di L. James Langlois (2004)
- Tennessee, regia di Aaron Woodley (2008)
- Adopt a Sailor, regia di Charles Evered (2008)
- Twelve, regia di Joel Schumacher (2010)
- L'apprendista stregone (The Sorcerer's Apprentice), regia di Jon Turteltaub (2010)
- In Time, regia di Andrew Niccol (2011)
- Mine Games, regia di Richard Gray (2012)
- Louis Vuitton: LA Is a Man, regia di Jean-Claude Thibaut - cortometraggio (2012)
- The Wine of Summer, regia di Maria Matteoli (2013)
- Nothing Left to Fear, regia di Anthony Leonardi III (2013)
- Eden, regia di Shyam Madiraju (2015)
- The Curse of Sleeping Beauty, regia di Pearry Reginald Teo (2016)
- Tell Me How I Die, regia di D.J. Viola (2016)
- Honored, regia di Elissa Down (2018)
- Il calendario di Natale (The Holiday Calendar), regia di Bradley Walsh (2018)
- Broken Land, regia di Sheldon Chau - cortometraggio (2018)
- A Civilized Life, regia di Victoria Keon-Cohen - cortometraggio (2018)
- The Midnight Sky, regia di George Clooney (2020)

#### Televisione
- Charlie Grace - serie TV, episodio 1x06 (1995)
- Marshal Law, regia di Stephen Cornwell - film TV (1996)
- The Drew Carey Show - serie TV, episodio 5x03 (1999)
- That '70s Show - serie TV, episodi 3x01-4x20 (2000-2002)
- The O'Keefes - serie TV, episodio 1x08 (2003)
- 10 cose che odio di te (10 Things I Hate About You) - serie TV, 20 episodi (2009-2010)
- Gossip Girl - serie TV, episodi 4x22-5x01 (2011)
- The Selection, regia di Mark Piznarski - film TV (2012)
- Next Time on Lonny - serie TV, episodio 2x09 (2014)
- Fiamme d'amore (Rescuing Madison), regia di Bradford May - film TV (2014)
- Madam Secretary - serie TV, episodi 2x12-4x03 (2016-2017)
- Hot Break, regia di Lisa Demaine - film TV (2017)
- Star Trek: Discovery - serie TV, 9 episodi (2019)
- Penny Dreadful: City of Angels - serie TV episodi 1x01-1x04-1x08 (2020)
- Star Trek: Short Treks - serie TV (2020)
- Star Trek: Strange New Worlds - serie TV, 30 episodi (2022-2025)

### Doppiatore
- Halo 4 - videogioco (2012)
- Lightning Returns: Final Fantasy XIII - videogioco (2013)
- Halo 5: Guardians - videogioco (2015)

## Doppiatori italiani
Nelle versioni in italiano dei suoi lavori, Ethan Peck è stato doppiato da:
- Marco Vivio in Fiamme d'amore, Penny Dreadful: City of Angels
- David Chevalier in Star Trek: Discovery, Star Trek: Strange New Worlds
- Massimo Triggiani ne Il calendario di Natale
- Andrea Mete in 10 cose che odio di te
- Stefano Crescentini in Gossip Girl